# Hôpital Bellier
L'hôpital Bellier est un des sept établissements hospitaliers gérés par le C.H.U. de la ville de Nantes (France).

## Historique

### Fondation
L'établissement doit son nom à Émile Léon Bellier (1835-1912), inspecteur des Eaux et Forêts. Veuf et sans descendance, celui-ci décide de faire construire et d'équiper un hôpital sur une parcelle de son domaine, la Chalanderie, sur la commune de Doulon, alors indépendante de Nantes. L'hôpital ouvre ses portes le 1er février 1904.
Avant l'inauguration de l'hôpital, Bellier décida d'en faire donation au Conseil général de la Loire-Inférieure le 26 février 1902. Parmi les quatre points de l'acte, le plus important, imposé par Bellier, était de garantir la destination de celui-ci comme « hôpital cantonal » réservé en priorité aux malades du canton de Carquefou (dont Doulon faisait alors partie), lesquels seraient traités conformément à la loi du 15 juillet 1893 sur l'assistance médicale. L'administration serait confiée à une commission de surveillance (commission administrative), présidée ès qualités par le préfet (représenté par le conseiller du canton).
Les bâtiments, réalisés assez rapidement, présentent une façade décorée de briques rouges. Deux ailes perpendiculaires au bâtiment central donnent à l'ensemble un aspect régulier. Devant l'édifice est disposé un jardin à l'anglaise, tandis qu'à l'arrière on trouve un petit parc et un potager. La propriété est ceinte d'un mur de pierres le long duquel sont plantés des peupliers. L'ensemble couvre une surface de 6 100 mètres carrés.
Lors de son inauguration, il comporte 21 lits en médecine, 30 lits en chirurgie et un pavillon destiné aux contagieux, comportant 8 lits. Selon la volonté de Léon Bellier, le service est en partie assuré par des religieuses, les Franciscaines de Saint-Philbert-de-Grand-Lieu. Le corps médical est composé d'un médecin et d'un médecin-adjoint, d'un chirurgien et d'un chirurgien-adjoint, d'un radiologue, de deux spécialistes consultants, un oto-rhino-laryngologiste (ORL) et un ophtalmologiste, assistés d'un interne. Conduite par le docteur Labeyrie, l'équipe permet à l'établissement d'acquérir une bonne réputation.

### Destruction lors de la Seconde Guerre mondiale
Lors de la Seconde Guerre mondiale, l'hôpital Bellier est un refuge pour les jeunes fuyant le Service du travail obligatoire, et ce dès octobre 1942. Après les bombardements des 16 et 23 septembre 1943, l'établissement est utilisé comme poste de secours. Le 29 septembre 1943, le préfet ordonne l'évacuation. Les services de l'hôpital Bellier se réfugient dans la commune du Gâvre au nord-ouest de Nantes, dans le domaine de la Genesterie, ou à Vertou dans la banlieue sud-est de la ville. Le 24 mai 1944, un bombardement allié détruit l'hôpital, atteint par des bombes destinées à l'objectif militaire du nœud ferroviaire de Montigny[Lequel ?], et où est restée une équipe de secours dirigée par le docteur Lucas.

### Depuis 1946
Un site temporaire, une fabrique de parfum situé rue César-Franck, permet d'accueillir trente lits à partir du 7 juin 1946. Après un vote favorable du Conseil général en 1948, le projet de reconstruction de l'hôpital Bellier est validé par le Ministère de la santé. Les nouveaux bâtiments, construits selon un plan proche de l'ancien hôpital, sont inaugurés le 12 juin 1950. L'équipe médicale reprend du service, puis est relayée notamment par les docteurs Breger, Horeau (chirurgie) et Dauphin (médecine). En 1961, l'hôpital Bellier devient hôpital public par décret.
Un nouveau bâtiment est construit en 1972, permettant l'individualisation des services. En 1977, c'est le laboratoire de biologie qui voit le jour. Durant cette période, l'hôpital Bellier est toujours majoritairement destiné à accueillir la population de l'est de Nantes et du canton de Carquefou.
En 2002, l'hôpital se voit attribuer un pôle d'expertise gérontologique, dont le travail aboutit à la spécialisation de l'établissement et à sa transformation. Une centaine de lits d'hospitalisation sont ouverts. Le projet prévoit de regrouper les services de gériatrie du CHU de Nantes, dont l'hôpital Bellier fait partie intégrante depuis 2010. La construction d'un nouveau bâtiment cette année-là permet d'accueillir le Centre ambulatoire nantais de gérontologie clinique.

## Fonctionnement depuis 2010

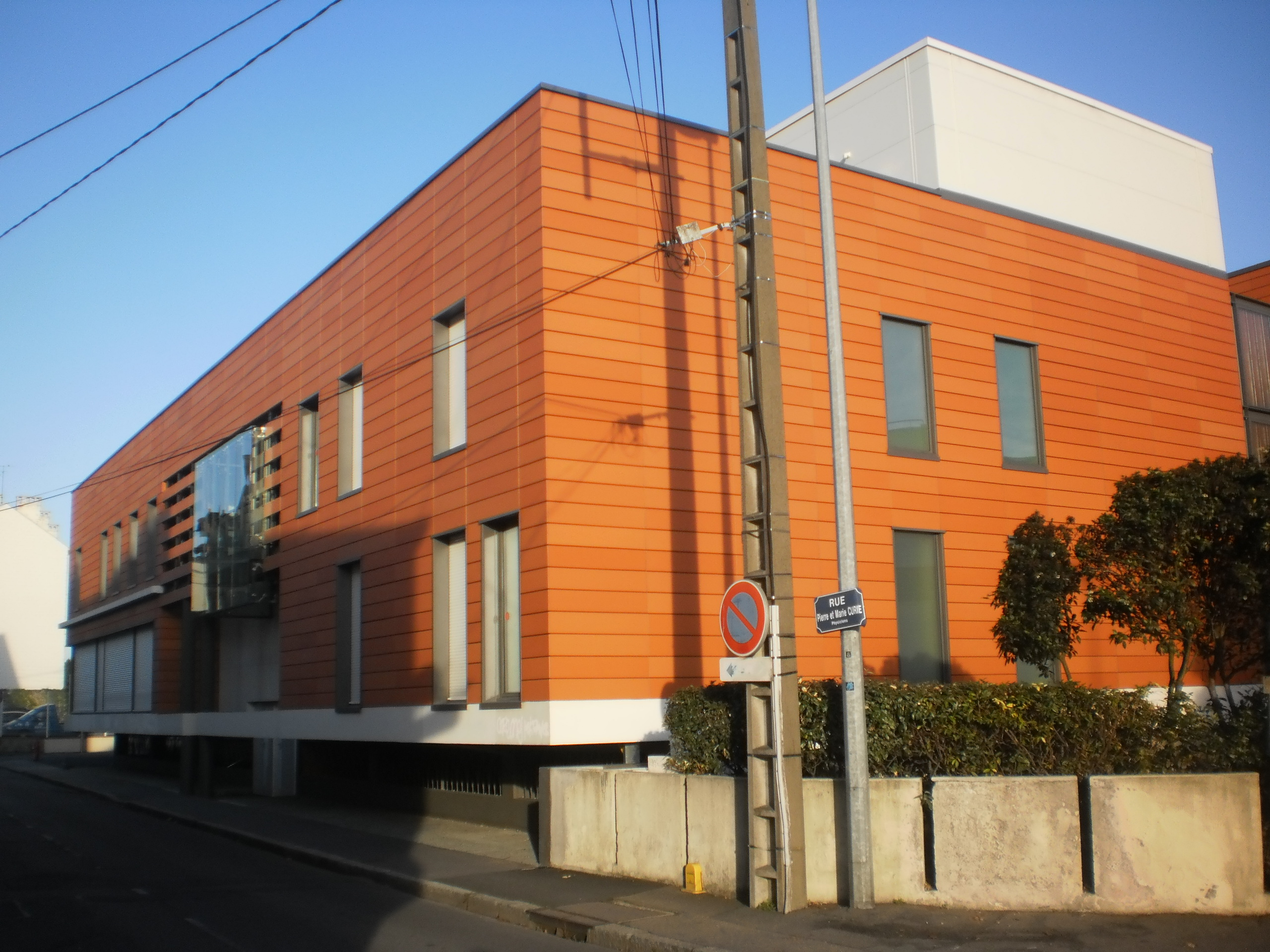
Bâtiment ouest de l'hôpital Bellier

Au 1er juin 2011, l'hôpital Bellier dispose de plusieurs services :
- consultations ;
- hôpitaux de jour (centre ambulatoire nantais de gérontologie clinique, ouvert le 25 mai 2010) :
  - médecine (cinq places) ;
  - soins de suite et réadaptation (cinq places) ;
  - psychogériatrie (vingt-cinq places) ;
- unité de médecine polyvalente gériatrique (36 lits) ;
- unité de soins de suite et réadaptation gériatriques (64 lits).

Les dimensions relativement modestes de l'établissement encouragent au maintien de sa vocation de proximité, la volonté affichée étant d'offrir un accueil adapté à la personne âgée.
En 2019, l'hopital Bellier emploie environ 150 salariés.

## Centre ambulatoire nantais de gérontologie clinique
Le centre ambulatoire nantais de gérontologie clinique est hébergé dans bâtiment de l'hôpital Bellier voué à la prise en charge pluridisciplinaire des personnes souffrant de troubles liés au vieillissement. Une équipe de spécialistes y est à même de diagnostiquer et de prendre en charge les pathologies de la personne âgée, lorsqu'une hospitalisation traditionnelle n'est pas nécessaire, ou en relai de celle-ci. Les services y disposent d'une piste d'analyse métrologique de la marche, destiné à l'évaluation, la prévention et le suivi de la prise en charge. L'hôpital Bellier est le premier établissement de la région accueillant des personnes âgées à être équipé d'une signalétique multisensorielle.

## Pour approfondir